# Gonzalo Fernández de Córdoba (1585–1635)
Gonzalo Fernández de Córdoba, książę Maratry (1585–1635) – hiszpański wódz podczas wojny trzydziestoletniej.
Wspólnie z hrabią Tillym zwyciężył pod Wimpfen nad wojskami margrabiego Badenii Jerzego Fryderyka, a następnie oblegał Oppenheim. Pod Fleurus nie udało mu się powstrzymać pochodu armii protestanckich Mansfelda i księcia Brunszwickiego do Holandii. Od 1621 do 1623 dowodził hiszpańskimi wojskami w Palatynacie. W 1626 objął naczelne dowództwo wojsk hiszpańskich we Flandrii. Podczas mantuańskiej wojny sukcesyjnej 1627–1631 dowodził hiszpańskimi wojskami działającymi w księstwie Mediolanu.